# 정태우
정태우(鄭泰祐, 1982년 3월 23일 ~ )는 대한민국의 배우이다.

## 생애
1987년 《MBC 베스트셀러극장 - 버릇》과 1988년 영화 《똘똘이 소강시》로 데뷔하였다.

## 학력
- 발산중학교 (졸업)
- 주엽고등학교 (졸업)
- 중앙대학교 (연극학과 / 학사)

## 연기 활동

### 드라마
- 1987년 MBC 《MBC 베스트셀러극장 - 버릇》
- 1990년 KBS2 《머슴아와 가이내》
- 1991년 KBS1 《바람꽃은 시들지 않는다》
- 1993년 KBS1 《먼동》 ... 쌍순의 동생 역
- 1993년 KBS2 《사랑 그리고 이별》
- 1994년 KBS2 《한명회》 ... 단종 역
- 1994년 KBS2 《드라마게임 - 아버지와 아들》
- 1995년 KBS1 《찬란한 여명》 ... 오세창 역
- 1995년 MBC 《연애의 기초》
- 1995년 KBS2 《서궁》 ... 어린 원표 역
- 1996년 KBS1 《용의 눈물》 ... 이방번 역
- 1996년 SBS 《임꺽정》 ... 어린 이순신 역 (특별출연)
- 1998년 KBS1 《신세대 보고 - 어른들은 몰라요》
- 1998년 KBS1 《왕과 비》 ... 단종 역
- 1999년 MBC 《아름다운 선택》 ... 정민 역
- 2000년 KBS1 《태조 왕건》 ... 최응 역
- 2000년 MBC 《뉴 논스톱》 ... 정태우 역
- 2002년 MBC 《논스톱3》 ... 정태우 역
- 2002년 MBC 《MBC 베스트극장 - 고무신 거꾸로 신은 이유에 대한 상상》 ... 준수 역
- 2002년 SBS 《여인천하》 ... 인종 역
- 2002년 MBC 《링링》 ... 홍기 역
- 2003년 KBS1 《무인시대》 ... 희종 역
- 2003년 SBS 《왕의 여자》 ... 폐세자(이질) 역
- 2003년 SBS 《태양속으로》 ... 김재현 역
- 2004년 MBC 《조선에서 왔소이다》 ... 봉림대군 역 (특별출연)
- 2006년 KBS2 《위대한 유산》 ... 날치 역
- 2006년 KBS1 《대조영》 ... 이검 역
- 2007년 MBC 《MBC 베스트극장 - 적루몽》 ... 현도 역
- 2007년 OCN 《폴리스 라인》 ... 이수현 형사 역
- 2008년 SBS 《왕과 나》 ... 연산군 역
- 2008년 KBS2 《엄마가 뿔났다》 ... 동 기자 역
- 2010년 KBS1 《전우》 ... 천성일 역
- 2011년 MBC 《반짝반짝 빛나는》 ... 윤승재 역 (특별출연)
- 2011년 KBS1 《광개토태왕》 ... 담망 역
- 2015년 KBS1 《징비록》 ... 이천리 역
- 2015년 KBS2 《장사의 신 - 객주 2015》 ... 선돌 역
- 2017년 KBS2 《비바앙상블》 ... 서기찬 역
- 2017년 SBS funE 《아이돌마스터.KR - 꿈을 드림》 (특별출연)
- 2017년 tvN 《크리미널 마인드》 ... 김민수 역
- 2021~2022년 KBS1 《태종 이방원》 ... 이숙번 역

### 영화
| 연도 | 제목                     | 역할          | 비고 |
| ---- | ------------------------ | ------------- | ---- |
| 1988 | 똘똘이 소강시            | 똘똘이        |      |
| 1989 | 영구와 땡칠이            | 꼬마 강시     |      |
| 1990 | 쫄병 군단                |               |      |
| 1992 | 우뢰매 7 - 돌아온 우뢰매 | 명우          |      |
| 1993 | 키드캅                   | 승우          |      |
| 1996 | 7악동                    | 일지매        |      |
| 2002 | 취화선                   | 10대 장승업   |      |
| 2004 | 바람의 파이터            | 춘배          |      |
| 2020 | 죽도 서핑 다이어리       | 호석          |      |
| 2021 | 타이거마스크             | 간조 히로노리 |      |
| 2022 | 오! 마이 고스트          | 송명석        |      |
| 2023 | 나는 여기에 있다         | 김영조        |      |

### 연극
- 2009년 《연극열전3 - 에쿠우스》 ... 알런스트랑 역
- 2010년 《이(爾)》 ... 공길 역
- 2013~2014년 《웃음의 대학》 ... 작가 역
- 2021년 《스페셜 라이어》 ... 존 스미스 역

### 뮤지컬
- 2001년 《알라딘의 요술램프》 ... 알라딘 역
- 2001년 《세븐 템프테이션》
- 2013년 《프라미스》 ... 명수 역
- 2017년 《위대한 캣츠비》 ... 하운두 역

### 라디오 프로그램
- 2014년 EBS FM 《EBS 책 읽는 라디오 낭독 시리즈》
- 2017년 EBS FM 《EBS 북 카페》
- 2018년 EBS FM 《라디오 행복한 교육세상》

### 뮤직비디오
- 2000년 캔 - 겨울이야기

## 그 외 활동

### 예능
- 1999년 ~2000년 KBS2 《개그콘서트》 - 반고정
- 2000년 KBS1 《가족오락관》 - 게스트
- 2002년 KBS2 《TV는 사랑을 싣고》 - 게스트
- 2002년 KBS2 《설날특집 왕건 오락관》 - 게스트
- 2011년 MBC  《기분 좋은 날》 - 아내 장인희, 장남 정하준과 함께 출연
- 2016년 SBS 《오! 마이 베이비》
- 2018년 MBC 《미스터리 음악쇼 복면가왕》 - 불만 있으면 개선해드려요 개선문 (참가자)
- 2019년 MBN 《바다가 들린다》
- 2021년 TV조선 《사랑의 콜센타》 - 게스트
- 2022년 KBS2 《개승자》 - 변기수 팀 와일드카드
- 2022년 KBS2 《살림하는 남자들》

### 교양
- 2007년 2월 26일 SBS 《김미화의 U》 - 241회 아프리카, 인도에서의 구호 병사 (조민기와 함께 출연)

### 광고
- 1997년 농심 짜파게티 (정준과 함께 출연)
- 2001년 서울우유 다요트
- 2002년 농심 포테토칩
- 2002년 SK주식회사 OK캐쉬백 쿠폰
- 2003년 빙그레 메타콘 (하하와 함께 출연)
- 2004년 서울우유
- 2004년 KT 집전화 (정다빈과 함께 출연)

## 수상 경력
- 1993년 KBS 연기대상 아역상 《먼동》
- 1998년 KBS 연기대상 청소년상 《왕과 비》
- 2001년 KBS 연기대상 남자조연상 《태조 왕건》
- 2002년 MBC 방송연예대상 탤런트부문 특별상 《논스톱 3》
- 2007년 기부문화혁신포럼 행정자치부 장관표창
- 2022년 기아대책 홍보대사
- 2022년 KBS 연예대상 리얼리티부문 남자 신인상